# حي النفط (بيجي)
حي النفط  هو حي سكني في شمال مدينة بيجي، في مركز قضاء بيجي في محافظة صلاح الدين في وسط شمال العراق، مساحته 47 هكتاراً وأطوال الطرق فيه 7085 متراً، عدد سكانه 6070 ساكناً حتى سنة 2010، وهو حي مخصص لموظفي شركة المصافي وشركات نفطية أخرى تعمل لمصفى بيجي، وفي سنة 2014 احتلّ تنظيم الدولة الإسلامية (داعش) مدينة بيجي، واستعادتها الحكومة العراقية سنة 2015.